# Billy Dixon
Billy Dixon (Dublino, 12 febbraio 1941) è un ex calciatore irlandese.

## Carriera
Inizia la carriera nel Waterford, società con cui conquista il terzo posto nella stagione 1960-1961, per poi passare al Drumcondra nel 1962, con cui vince il campionato 1964-1965 e due Top Four Cup.
Nel 1966 passa allo Shamrock Rovers, società con cui vince tre coppe d'Irlanda, una League of Ireland Shield, una Dublin City Cup ed una Blaxnit Cup. Con i Rovers partecipa anche alla Coppa delle Coppe 1966-1967, con cui raggiunge gli ottavi di finale e giunge terzo, in coabitazione con cinque calciatori, nella classifica marcatori con quattro reti.
Nell'estate 1967, con lo Shamrock Rovers, Dixon disputò il campionato nordamericano organizzato dalla United Soccer Association: accadde infatti che tale campionato fu disputato da formazioni europee e sudamericane per conto delle franchigie ufficialmente iscritte al campionato, che per ragioni di tempo non avevano potuto allestire le proprie squadre. Lo Shamrock rappresentò i Boston Rovers, e chiuse al sesto ed ultimo posto della Eastern Division, con 2 vittorie, 3 pareggi e 7 sconfitte, non qualificandosi per la finale (vinta dai Los Angeles Wolves, rappresentati dai Wolverhampton).
Nella stagione 1971-1972 passa al Drogheda con cui ottiene l'undicesimo posto finale.

## Palmarès
- Campionato irlandese: 1

Drumcondra: 1964-1965
- Top Four Cup: 1

Drumcondra: 1962-1963, 1964-1965
- Coppa d'Irlanda: 3

Shamrock Rovers: 1966-1967, 1967-1968, 1968-1969
- League of Ireland Shield: 1

Shamrock Rovers: 1967-1968
- Dublin City Cup: 1

Shamrock Rovers:1966-1967
- Blaxnit Cup: 1

Shamrock Rovers: 1967-1968